# Wedding (metrostation)
Het Berlijnse metrostation Wedding ligt onder de Müllerstraße, ten westen van het  gelijknamige S-Bahnstation. Het aan lijn U6 gelegen station werd geopend op 8 maart 1923 onder de naam Bahnhof Wedding. Sinds 1972 heet het metrostation kortweg Wedding.
De stations van de Nord-Süd-Bahn, de huidige U6, kregen alle hun eigen kenkleur. Station Wedding onderscheidde zich door de kleur groen. Bij een renovatie in de jaren 1970 kreeg het station echter zijn huidige oranje betegeling. Tijdens deze verbouwing verlengde men het perron bovendien van 80 naar 110 meter, om langere treinen te kunnen inzetten.
Aan beide uiteinden van het vlak onder het straatniveau gelegen eilandperron bevinden zich uitgangen naar de middenberm van de bovenliggende Müllerstraße. Bij de zuidelijke, vlak bij het S-Bahnstation gelegen uitgang is bovendien een lift aanwezig.